# Karl Boysen
Karl Boysen (auch Carl, vollständiger Name Karl Heinrich Friedrich Boysen, * 14. Februar 1852 in Wittstock/Dosse; † 16. April 1922 in Leipzig) war ein deutscher Bibliothekar und Klassischer Philologe.

## Leben

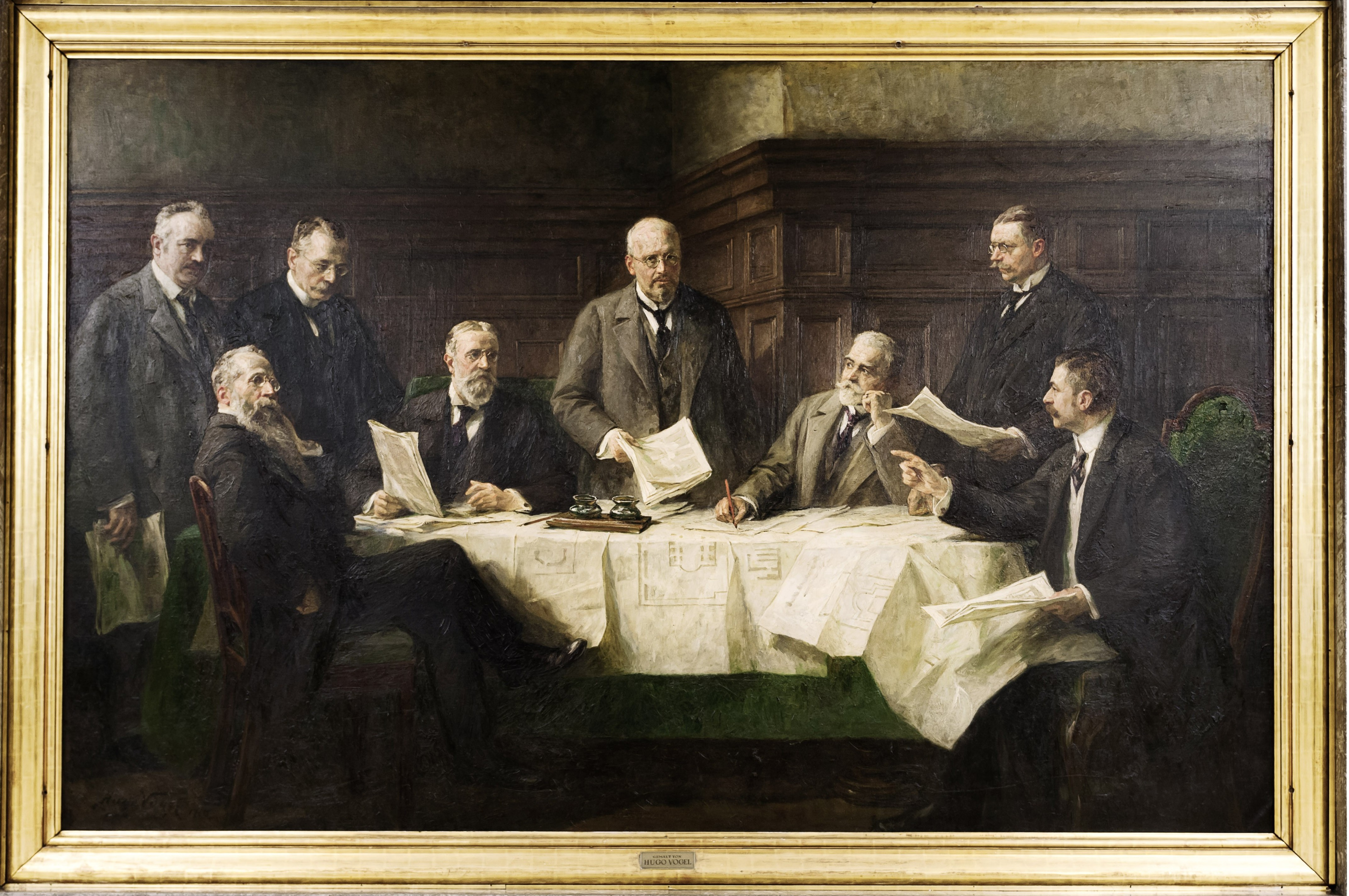
Der erste geschäftsführende Ausschuss der Deutschen Bücherei, gemalt von Hugo Vogel. Dritter von rechts, sitzend: Karl Boysen

Karl Boysen war der Sohn von Friedrich Boysen und Auguste, geb. Güntzel. Sein Vater war Mühlenmeister in Wittstock, später Pächter der Quaßliner Mühle bei Lübz. Karl Boysen besuchte zunächst die Volksschule in Wittstock, dann ab 1860 das Gymnasium in Neuruppin und ab 1867 die Kieler Gelehrtenschule. Ab Ostern 1870 studierte Boysen Klassische Philologie und Geschichte an der Universität Kiel. Beim Ausbruch des Deutsch-Französischen Kriegs meldete er sich freiwillig und unterbrach sein Studium. Zu dieser Zeit lernte er den etwas älteren Kieler Studenten Benedikt Niese kennen, dem er sein Leben lang freundschaftlich verbunden blieb. Nach seiner Rückkehr aus dem Krieg setzte Boysen sein Studium im Herbst 1871 in Kiel bis zum Herbst 1876 fort. Am 15. August 1876 wurde er zum Dr. phil. promoviert, am 4. November 1876 bestand er das Oberlehrerexamen.

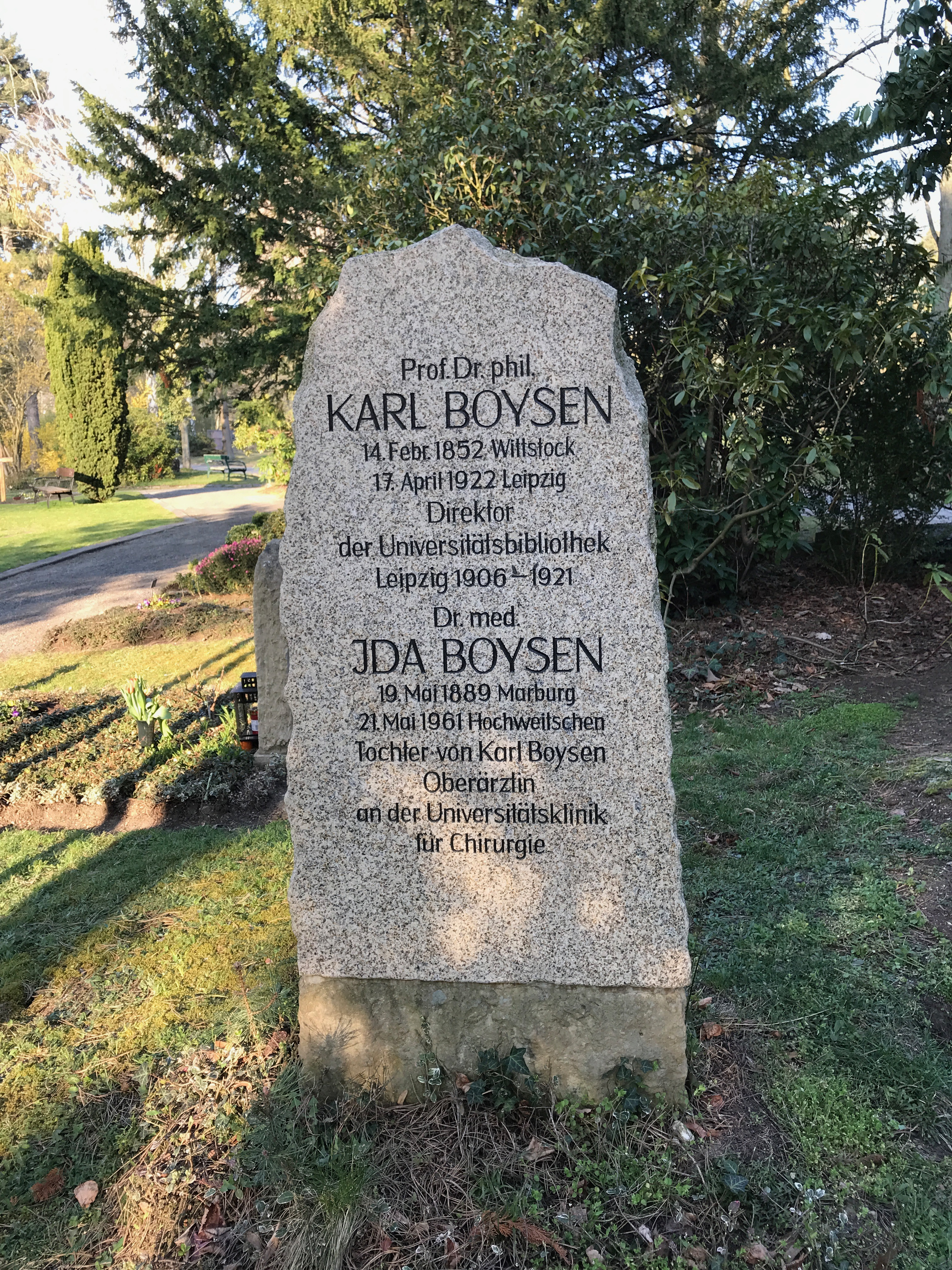
Grabmal von Karl und Ida Boysen

Boysen trat jedoch nicht in den Schuldienst ein, sondern in die wissenschaftliche Bibliothekarslaufbahn. Zum 1. September 1876 wurde Boysen Hilfsarbeiter bei der Königlichen Universitätsbibliothek zu Göttingen. Mit deren Leiter, dem Philologen August Wilmanns, war Boysen aus seiner Kieler Studienzeit bekannt; ihm hatte er seine Doktorarbeit gewidmet. Wilmanns war an der Professionalisierung der Bibliothekarsausbildung in Preußen maßgeblich beteiligt.
Boysen wurde in Göttingen zum 1. Oktober 1877 als achter Kustos angestellt, zum 1. Januar 1880 als sechster Kustos und zum 1. Januar 1883 als fünfter Kustos. Zum 1. April 1885 wechselte Boysen als Unterbibliothekar an die Universitätsbibliothek in Marburg, deren Verwaltung er stellvertretend vom Juni 1886 bis 30. September 1887 leitete. Am 11. Oktober 1887 erhielt er den Bibliothekarstitel. In Marburg wurde am 19. Mai 1889 Karl Boysens einzige Tochter Ida geboren, die nach dem Tod ihres Vaters als Chirurgin in Leipzig tätig war.
Zum 1. Oktober 1891 wurde Boysen als Bibliothekar an die Königliche Bibliothek zu Berlin versetzt, wo er am 3. März 1894 den Titel Oberbibliothekar und am 1. November 1897 den Rang der Räte IV. Klasse der höheren Provinzialbeamten erhielt. Am 17. Mai 1899 wurde er zum Direktor der Königlichen und Universitätsbibliothek in Königsberg. Seine letzte Station war ab 1906 die Leitung der Universitätsbibliothek Leipzig. Gleichzeitig war er Vorsitzender der Prüfungskommission für die wissenschaftlichen Bibliothekare und Mitglied der Sächsischen Kommission für Geschichte. In Leipzig beteiligte sich Boysen auch an der Einrichtung der Deutschen Bücherei, die 1912 gegründet wurde. Von 1914 bis 1920 war Boysen Vorsitzender des Vereins Deutscher Bibliothekare. Im Jahr 1921 trat er mit dem Titel Geheimer Hofrat in den Ruhestand.

## Wissenschaftliches Werk
Karl Boysen beschäftigte sich seit seinem Studium mit den lexikographischen Schriften der Spätantike und der byzantinischen Zeit. In seiner Dissertation beschäftigte er sich mit der Überlieferung und dem Aufbau des Lexikons des Harpokration und gab eine Probe der Synagoge lexeon chresimon, eines im 9. Jahrhundert entstandenen Lexikons, heraus. Weitere Proben dieses Lexikons veröffentlichte er 1891/1892 im Vorlesungsverzeichnis der Universität Marburg. Eine vollständige Edition brachte Boysen nicht zustande.
Boysen gab im Rahmen der Wiener Kirchenväteredition 1898 eine kritische Ausgabe der lateinischen Übersetzung von Flavius Josephus’ Schrift Contra Apionem heraus. In den 1870er und 1880er Jahren veröffentlichte er zahlreiche Rezensionen und kurze Aufsätze zur Überlieferung griechischer und lateinischer Autoren.

## Schriften (Auswahl)
- De Harpocrationis lexici fontibus quaestiones selectae. Accedunt fragmenta lexicorum rhetoricorum ex codd. Coisl. n. 347 et Paris. n. 2635 nunc primum excerpta. Dissertation, Kiel 1876.
- Bibliographische Uebersicht über die griechischen und lateinischen Autoren betreffende Literatur der Jahre 1867–1876. Abtheilung I. Griechische Autoren. Heft II. Horapollo – Justinus. Göttingen 1879.
- Lexici Segueriani Συναγωγὴ λέξεων χρησίμων inscripti pars prima. Universitätsprogramm, Marburg 1891/1892.
- Flavii Josephi opera ex versione latina. Pars 6: De Judaeorum vetustate sive contra Apionem Libri 2 (Corpus Scriptorum Ecclesiasticorum Latinorum 37,6). Wien 1898.